# Tempête sur Ceylan
Pour plus de détails, voir Fiche technique et Distribution.
Tempête sur Ceylan (Das Todesauge von Ceylon) est un film réalisé par Gerd Oswald, sorti en 1963.

## Fiche technique
- Titre original : Das Todesauge von Ceylon
- Titre français : Tempête sur Ceylan
- Réalisation : Gerd Oswald
- Scénario : Ludwig Bruckmann, Arnaldo Marrosu, Fabrizio Taglioni et Leopoldo Trieste
- Photographie : Bitto Albertini et Ugo Peruzzi
- Musique : Francesco De Masi
- Pays d'origine : Allemagne de l'Ouest - Italie - France
- Genre : aventure
- Date de sortie : 1963

## Distribution
- Lex Barker : Larry Stone
- Ann Smyrner : Helga Ferlach
- Magali Noël : Gaby
- Eleonora Rossi Drago : Maharani from Tungala
- Maurice Ronet : Dr Gérard Rinaldi
- Franco Fabrizi : Manuel Da Costa
- Hans Nielsen : Professeur Ferlach
- Peter Carsten : Hermann